# Trichoderma stromaticum
Trichoderma stromaticum é uma espécie de fungo descrito no ano 2000. T. stromaticum pertence ao gênero Trichoderma e à família Hypocreaceae. Não existem subespécies reconhecidas no Catalogue of Life.
Multiplicando o fungo em laboratório, a CEPLAC desenvolveu um fungicida para combater a vassoura-de-bruxa, doença que ataca os meristemas do cacaueiro e causa grandes perdas na produção desta atividade agrícola.
Experimentos com animais de laboratório demonstraram que os esporos de T. stromaticum reduzem a resposta imunológica desses animais.